# Strategia (teoria dei giochi)
In teoria dei giochi, la strategia di un giocatore è un completo piano d'azione. Esso specifica un'azione ammissibile del giocatore per ciascuna circostanza in cui il giocatore può essere chiamato ad agire.
Un profilo di strategie (talvolta chiamato anche combinazione di strategie) è un insieme di strategie per ogni giocatore che specifica interamente tutte le azioni in un gioco. Un profilo di strategie deve contenere una e una sola strategia per ogni giocatore.
Il concetto di strategia è talvolta (erroneamente) confuso con quello di mossa. Una mossa è un'azione intrapresa da un giocatore ad un certo punto durante la riproduzione di un gioco (ad esempio, negli scacchi, il bianco si sposta in a2, il cavallo in b3). Una strategia è invece un algoritmo per giocare il gioco, nel quale un giocatore decide che cosa fare per ogni possibile situazione in tutta la partita.

## Strategie pure e miste
Una strategia pura fornisce una definizione completa del modo in cui un giocatore gioca una partita. In particolare, essa determina quale scelta farà il giocatore in qualsiasi situazione che potrebbe affrontare. 
Una strategia mista per un giocatore è una distribuzione di probabilità sull'insieme delle strategie pure che costui ha a disposizione. Se un giocatore ha a disposizione almeno due strategie pure, ci sono infinite strategie miste a disposizione di questo giocatore, potendo scegliere, come probabilità con la quale giocare una strategia pura, qualsiasi numero reale fra 0 ed 1.
Ogni strategia pura può essere vista come un caso particolare di strategia mista, che assegna probabilità pari a 1 a quella strategia pura (a tutte le altre strategie pure sarà assegnata probabilità pari a 0).